# Physcomitrium falcifolium
Physcomitrium falcifolium là một loài Rêu trong họ Funariaceae. Loài này được Müll. Hal. ex Broth. mô tả khoa học đầu tiên năm 1895.